# Faramea trinervia
Faramea trinervia är en måreväxtart som beskrevs av Karl Moritz Schumann och John Donnell Smith. Faramea trinervia ingår i släktet Faramea och familjen måreväxter. Inga underarter finns listade i Catalogue of Life.